# Comtat de Santa Coloma de Queralt
El Comtat de Santa Coloma de Queralt és un títol concedit el 1599 per Felip III a Pere de Queralt i d'Icart, baró de Queralt. La baronia té el seu origen en el Castell de Queralt.

## Llista de Senyors de Queralt
Casal de Barcelona
- segle ix - 897: Guifré el Pilós, comte de Barcelona i Urgell, conquerí el territori als sarraïns.
- 897- 911: el comte Guifré II de Barcelona, fill de l'anterior
- 911- 947: el comte Sunyer I de Barcelona, germà de l'anterior
- 947- 976: Borrell II, comte de Barcelona i Urgell, fill de l'anterior
- 976- 985: Guitard, vescomte de Barcelona. Comprà el terme i castell de Queralt
- 985-a.1002: Udalard, vescomte de Barcelona i fill de l'anterior.

Els vescomtes es desentengueren del terme. El 1002 hi hagué un judici entre el bisbe d'Urgell Sal·la i el vigatà Sendred de Gurb per la possessió del castell
Dinastia Gurb
- 1002 - 1021: Sendred de Gurb, vicari de Gurb
- 1021- 1049: Bernat de Gurb, fill de l'anterior
- 1049- 1084: Guillem I de Queralt, fill de l'anterior
- 1084- 1098 / 1111: Bernat I de Queralt, fill de l'anterior
- 1098 / 1111- 1140: Berenguer I de Queralt, fill de l'anterior

Dinastia Timor
- 1140- 1167: Pere de Queralt, de la branca secundària Timor.
- 1167- 1196: Gombau d'Oluja, nebot de l'anterior

Dinastia Gurb
- 1196 - 1213: Berenguer III de Queralt, net de Berenguer I de Queralt, vengué el terme i castell de Queralt al seu parent llunyà Arnau de Timor

Dinastia Timor
- 1213 - 1236: Arnau de Timor, rebesnebot de Pere de Timor
- 1236- 1257: Pere de Timor-Queralt Cor de Roure, fill de l'anterior
- 1257- 1286: Pere de Queralt i de Cervelló, fill de l'anterior

Usufructuària: Margelina d'Anglesola i d'Alagó (1286-1298), muller de l'anterior.
- 1286- 1307: Guillem de Santa Coloma i Biure, cosí segon de l'anterior, en hipoteca.
- 1307- 1323/24: Pere de Queralt i Anglesola, fill de Pere de Queralt i de Cervelló

Barons de Queralt
Usufructuària: Francesca de Castellnou (1323/24-1335), muller de l'anterior.
- 1323/24- 1327: Guillem de Queralt i de Castellnou, fill de l'anterior
- 1327- 1348: Pere de Queralt i de Castellnou, germà de l'anterior

Usufructuària: 1348- 1364', Alamanda de Rocabertí i Serrallonga, muller de l'anterior
- 1348- 1387: Dalmau de Queralt i Rocabertí, fill de l'anterior

- 1387- 1408: Pere de Queralt i de Pinós, fill de l'anterior

Usufructuària: 1408-1418. Clemença de Perellós, muller de l'anterior
- 1408- 1420: Gaspar de Queralt i de Perellós, fill de l'anterior

- 1420- 1462: Guerau de Queralt i de Perellós, germà de l'anterior
- 1462- 1499: Dalmau de Queralt i de Perellós, fill de l'anterior
- 1499- 1534: Guerau de Queralt i Requesens, nebot de l'anterior

Usufructuària: 1534-1540, Cecília de Cardona, muller de l'anterior 
- 1534- 1595: Guerau de Queralt i de Cardona, fill de l'anterior
- 1595- 1599: Pere de Queralt i d'Icart, fill de l'anterior

Comtes de Santa Coloma i Barons de Queralt
- 1599 - 1606: Pere de Queralt i d'Icart, nomenat comte de Santa Coloma

Usufructuària: 1606-1613, Maria Codina i de Cardona, muller de l'anterior
- 1606- 1640: Dalmau de Queralt i Codina, fill de l'anterior, virrei de Catalunya mort el Corpus de Sang

- 1640- 1643: Lluís-Dalmau de Queralt i Alagó, fill de l'anterior

- 1643- 1649: Lluís XIV de França. Durant la Guerra dels Segadors.
- 1649-1651: Maria de Queralt i d'Alagó, filla de Dalmau de Queralt
- 1652- 1689: Lluís-Dalmau de Queralt i Alagó, fill de Dalmau de Queralt i Codina.
- 1689- 1721: Andreu de Queralt i d'Icart, cosí segon de l'anterior
- 1721- 1756: Joan de Queralt i de Xetmar, fill de l'anterior
- 1756- 1766: Ignasi Andreu de Queralt i Descatllar, fill de l'anterior
- 1766- 1803: Joan Baptista de Queralt i de Pinós, fill de l'anterior
- 1803- 1865: Joan Baptista de Queralt i Silva, fill de l'anterior
- 1865- 1873: Joan de Queralt i Bucarelli, fill de l'anterior
- 1873- 1877: Hipòlit de Queralt i Bernal de Quirós, fill de l'anterior
- 1877- 1933: Enric de Queralt i Fernández-Marquieira, fill de l'anterior
- 1933- 1993: Enric de Queralt i Gil-Delgado, fill de l'anterior
- Des de 1993: Enric de Queralt i Chávarri, fill de l'anterior